# Romain Saïss
Romain Ghanem Paul Saïss (arabisch رومان غانم سايس, DMG Raumān Ġānim Sāyis; geboren am 26. März 1990 in Bourg-de-Péage, Frankreich) ist ein marokkanischer Fußballspieler. Er steht beim katarischen Erstligisten Al-Sadd Sports Club unter Vertrag und ist Nationalspieler. Saïss wird im defensiven Mittelfeld oder als Innenverteidiger eingesetzt.
Er ist ein großer Bewunderer des spanischen Mittelfeldspielers Sergio Busquets. Nach eigener Aussage ist sein Spiel, besonders das Stellungsspiel und die einfache Spielweise, von Busquets inspiriert.

## Karriere

### Verein
Saïss’ Vater stammt aus Marokko, seine Mutter ist Französin.
Saïss begann seine Karriere beim französischen Amateurclub AS Valence. 2011 gelang ihm dann der Sprung zum Zweitligaklub Clermont Foot. Nach zwei Jahren mit regelmäßigen Einsätzen folgte der Wechsel zum gleich klassierten AC Le Havre. Nach zwei weiteren Jahren in der Ligue 2, verpflichtete der erstklassige SCO Angers Saïss. Nachdem Saïss schnell zum Stammspieler avancierte wurden auch ausländische Klubs auf ihn aufmerksam. Im Sommer 2016 wechselte er für eine Ablöse von etwa 4 Millionen Euro zu den Wolverhampton Wanderers in die zweithöchste Englische Liga
In seiner zweiten Spielzeit in England stieg Saïss (42 Ligaspiele/4 Tore) mit seiner Mannschaft als Meister der EFL Championship 2017/18 in die Premier League auf. Dort konnte der Verein in den folgenden vier Jahren die Erstklassigkeit halten. Am 14. Juni 2022 wechselte der 32-Jährige zum türkischen Erstligisten Beşiktaş Istanbul. Im Sommer 2023 wechselte er nach Katar zum Al-Sadd Sports Club, von wo er umgehend zum Ligakonkurrenten al-Shabab verliehen wurde. Am Ende der Saison 2024/25 feierte er mit al-Sadd die katarische Meisterschaft.

### Nationalmannschaft
Saïss entschied sich für die Heimat seines Vaters Marokko aufzulaufen. Sein Debüt gab er 2012 in einem Freundschaftsspiel gegen Togo, welches mit 0:1 verloren ging
Nachdem er einige Jahre nicht mehr in die Nationalmannschaft berufen worden war, gab er 2016 sein Pflichtspieldebüt in der Qualifikation für den Afrika-Cup 2017. In der Partie gegen die Kapverdischen Inseln gewann Marokko mit 1:0, Saïss spielte durch. Saïss nahm außerdem am Afrika-Cup 2017 teil, er spielte 3 Partien durch. Im zweiten Gruppenspiel gegen Togo erzielte er sein erstes Länderspieltor
Saïss spielte in allen Spielen der WM-Qualifikation 2018 über die volle Distanz und hatte damit maßgeblichen Anteil an der Qualifikation Marokkos für die Fußballweltmeisterschaft 2018 in Russland. Nach einem 2:2-Unentschieden gegen Spanien und zwei 0:1-Niederlagen gegen Portugal und den Iran schied Marokko als letzter der Gruppe B aus dem Turnier aus. Saïss wurde in der ersten und der letzten Partie als Innenverteidiger eingesetzt. Bei der Fußball-Weltmeisterschaft 2022 erreichte er mit der marokkanischen Mannschaft als Kapitän das Halbfinale.

## Erfolge
al-Sadd Sports Club
- Katarischer Meister: 2024/25